# Боснія і Герцеговина на літніх Олімпійських іграх 2020
Боснію і Герцеговину на літніх Олімпійських іграх 2020 представляли сім спортсменів у п'яти видах спорту.